# El Quetzal
El Quetzal – miasto na południowym zachodzie Gwatemali, w departamencie San Marcos. Według danych szacunkowych z 2012 roku liczba mieszkańców wynosiła 9832 osób.
El Quetzal leży około 40 km na południe od stolicy departamentu – miasta San Marcos. W podobnej odległości na zachód jest rzeka Suchiate, będąca rzeką graniczną pomiędzy Gwatemalą a meksykańskim stanem Chiapas.
Leży na wysokości 940 metrów nad poziomem morza, u podnóża gór Sierra Madre de Chiapas, na nizinie Oceanu Spokojnego.

## Gmina El Quetzal
Miasto jest także siedzibą władz gminy o tej samej nazwie, która jest jedną z dwudziestu dziewięciu gmin w departamencie. W 2012 roku gmina liczyła 23 495 mieszkańców. Gmina jak na warunki Gwatemali jest średniej wielkości, a jej powierzchnia obejmuje 88 km². Mieszkańcy gminy utrzymują się głównie z rolnictwa, hodowli zwierząt, rzemiosła artystycznego oraz handlu i usług.
Klimat gminy jest równikowy, według klasyfikacji Wladimira Köppena, należy do klimatów tropikalnych monsunowych (Am), z wyraźną porą deszczową występującą od maja do października. Większość terenu nie uprawianego rolniczo pokryta jest dżunglą.